# Pá Khoang
Pá Khoang là một xã thuộc thành phố Điện Biên Phủ, tỉnh Điện Biên, Việt Nam.

## Địa lý
Xã Pá Khoang nằm ở phía đông thành phố Điện Biên Phủ, có vị trí địa lý:
- Phía đông giáp xã Mường Phăng
- Phía tây giáp xã Thanh Minh
- Phía nam giáp huyện Điện Biên Đông
- Phía bắc giáp xã Nà Nhạn.

Xã Pá Khoang có diện tích 55,60 km², dân số năm 2022 là 4.667 người,  mật độ dân số đạt 83 người/km².

## Hành chính
Xã Pá Khoang được chia thành 16 bản.

## Lịch sử
Trước đây, Pá Khoang là một xã thuộc huyện Điện Biên, được thành lập vào ngày 25 tháng 8 năm 2012 trên cơ sở điều chỉnh 5.702,27 ha diện tích tự nhiên và 3.960 người của xã Mường Phăng.
Ngày 10 tháng 7 năm 2019, HĐND tỉnh Điện Biên ban hành Nghị quyết số 116/NQ-HĐND về việc:
- Thành lập Bản Xôm trên cơ sở Bản Xôm 1 và Bản Xôm 2.
- Sáp nhập Bản Công vào Bản Kéo.
- Thành lập Bản Nghịu trên cơ Bản Nghịu 1 và Bản Nghịu 2.
- Thành lập Bản Hả trên cơ sở Bản Hả 1 và Bản Hả 2.
- Thành lập Bản Vang trên cơ sở Bản Vang 1 và Bản Vang 2.

Ngày 21 tháng 11 năm 2019, Ủy ban thường vụ Quốc hội ban hành Nghị quyết 815/NQ-UBTVQH14 về việc sắp xếp các đơn vị hành chính cấp huyện, cấp xã thuộc tỉnh Điện Biên (nghị quyết có hiệu lực từ ngày 1 tháng 1 năm 2020). Theo đó, sáp nhập toàn bộ diện tích và dân số của xã Pá Khoang vào thành phố Điện Biên Phủ.